# Очеретник криводзьобий
Очере́тник криводзьобий (Limnornis curvirostris) — вид горобцеподібних птахів родини горнерових (Furnariidae). Мешкає в Південній Америці. Це єдиний представник монотипового роду Очеретник (Limnornis).  Раніше до цього роду відносили також прямодзьобого очеретника, однак за результатами молекулярно-генетичного дослідження він був переведений до відновленого роду Limnoctites.

## Опис

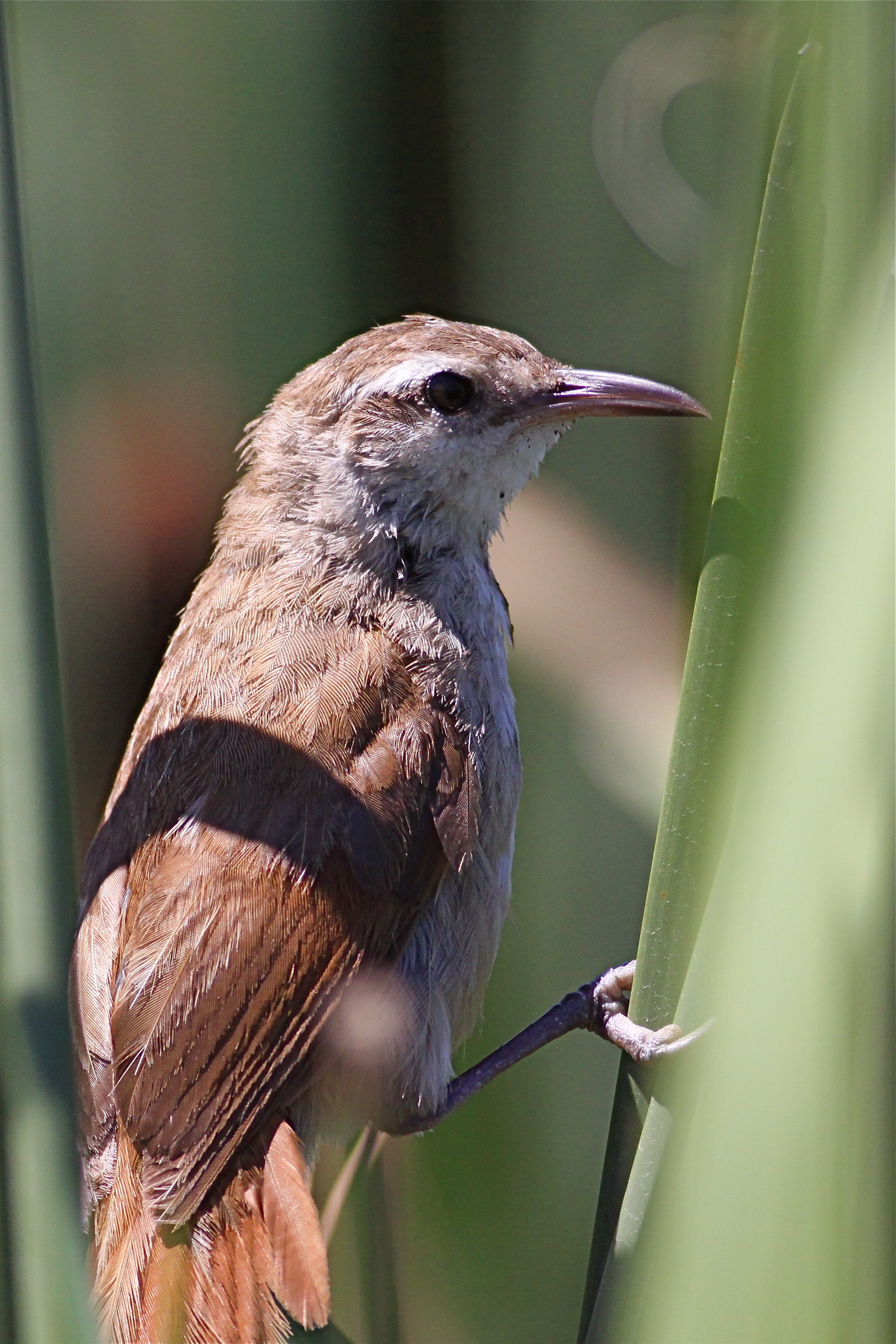
Криводзьобий очеретник

Довжина птаха становить 15-17 см, вага 27-30 г. Верхня частина тіла коричнева, над очима білі "брови". Горло біле, нижня частина тіла білувата з охристим відтінком. Крила каштанові, хвіст відносно короткий, каштановий. Очі карі, дзьоб чорнуватий, знизу біля основи світліший, довгий і вигнутий. Лапи сірі.

## Поширення і екологія
Криводзьобі очеретники поширені на крайньому півдні Бразилії (на узбережжі штату Ріу-Гранді-ду-Сул), на сході і півдні Уругваю та на сході Аргентини (Ентре-Ріос, схід Буенос-Айреса). Вони живуть на болотах, в очеретяних плавнях та в морських лагунах. Зустрічаються на висоті до 100 м над рівнем моря. 

## Поведінка
Криводзьобі очеретники зустрічаються поодинці або парами. Живляться комахами. Сезон розмноження триває з вересня по грудень. Гніздо кулеподібне ябо яйцеподібне з бічним входом, зроблене з рослинних волокон, встелене м'яким матеріалом. В кладці 2-3 синьо-зелених яйця розміром 25×18 мм. Криводзьобі очеретники іноді стають жертвами гніздового паразитизму синіх вашерів.